# Ernestina de Saxònia-Weimar-Eisenach
Ernestina Augusta de Saxònia-Weimar-Eisenach (en alemany Ernestine Auguste Sophie von Sachsen-Weimar-Eisenach) va néixer a Weimar el 4 de gener de 1740 i va morir a Hildburghausen el 10 de juny de 1786. Era filla del duc Ernest August I (1688-1748) i de la seva segona esposa Sofia Carlota de Brandenburg-Bayreuth (1713-1747).
L'1 de juliol de 1758 es va casar a Bayreuth amb el duc Ernest Frederic III de Saxònia-Hildburghausen (1727-1780), fill del duc Ernest Frederic II (1707-1745) i de Carolina d'Erbach-Fürstenau (1700-1758). D'aquest matrimoni en nasqueren tres fills:
- Sofia (1760-1776), que el 1776 es casà amb Francesc I de Saxònia-Coburg-Saalfeld.
- Carolina (1761-1790), que el 1778 es casà amb Eugeni de Saxònia.
- Frederic (1763-1834), duc de Saxònia-Hildburghausen, i després de Saxònia-Altenburg, que es casà amb Carlota de Mecklenburg-Strelitz (1769-1818).